# Niitvälja
Niitvälja är en by i Keila kommun i Harjumaa, Estland.
Baltikums första 18-håls golfbana finns i Niitvälja.